# ドイチェ・フースバルマイスターシャフト1919-1920
ドイチェ・フースバルマイスターシャフト 1919-1920 は、ドイツサッカー協会によって開催された第13回目のクラブチーム全国大会である。1.FCニュルンベルクが初優勝し、1回目のドイチャー・フースバルマイスターの座に就いた。

## 概要
ドイチェ・フースバルマイスターシャフト1919-1920は第一次世界大戦による中断のため、5年ぶりの開催となった。
第一次大戦はドイツ社会を大きく変化させたが、DM本大会は戦前と全く同じ方式で復活した。7つのレギオナルマイスター (南部・西部・北部・中部・ベルリン=ブランデンブルク・南東部・北東部) と前回ドイチャーマイスター (戦前最後のドイツ王者SpVggフュルト)、計8クラブによってノックアウト方式で争われる。
しかしドイツの敗戦がもたらした影響は、サッカー界にも大きな変化を与えた。北シュレースヴィヒ (→デンマーク)、ヴェストプロイセン (→ポーランド、自由都市ダンツィヒ)、エルザス＝ロートリンゲン (→フランス)、オイペン＝マルメディ (→ベルギー) といった領土が失われ、その影響で7つの地方サッカー協会のうち、6協会の管轄領域を縮小させた。とはいえ、以上の喪失領土はいずれも辺境のサッカー後進地域である。
また1920年代のヴァイマル共和制ドイツは、社会の多様化と分断が顕著になってきた時代でもある。八時間労働制の定着で余暇が生まれ、労働者の週末の娯楽としてサッカーが定着し、彼らのスポーツにおける地位向上運動も活発化した。
まずブルジョワ主導のDFBに対抗して、労働者体操・スポーツ協会 (ATSB)が旗揚げされた。他にもカトリック教会が1921年に作ったドイツ青年活力スポーツ協会 (DJK)、1925年創設のドイツ体操団体 (DT)、共産主義者による1931年創設のロートシュポルト (ATSBの分派) などなど、多様な社会勢力が、DFBとは異なる独自のサッカー大会を開催した。
ヴァイマル共和制時代は、ドイツサッカーを支える原動力がブルジョワから労働者に移った時代であり、戦後復興期に最初の大きなブームが巻き起こった。クラブの新設ラッシュに加えて観客動員数も増加、戦前最後の決勝の観衆は6000人、今季の準々決勝・決勝は約7160人ほどだったのに対し、今大会決勝は35000人と、初めて万単位の観客を集めた。
ピッチ上に目を転じると、今季出場クラブ中、本大会出場歴があるのはVfBライプツィヒとSpVggフュルトだけであり、ほか6クラブはすべてニューフェイス。そのひとつ、1.FCニュルンベルクが今季初めてドイツ王者となった。ここからニュルンベルクは、1920年で最も傑出したクラブへと昇り詰めていくこととなり、選手たちは伝説的な地位を築いた。

## 出場クラブ[2]
| クラブ                                                 | 出場資格・所属リーグ                                              |
| FCティタニア・シュテッティン                           | バルティッシェ・フースバルマイスターシャフト1919-1920優勝         |
| フェアアイニヒテ・ブレスラオアー・シュポルトフロインデ | ズュートオストドイチェ・フースバルマイスターシャフト1919-1920優勝 |
| SCウニオン・オーバーシェーネバイデ                     | ベルリナー・フースバルマイスターシャフト1919-1920優勝             |
| VfBライプツィヒ (1893年)                               | ミッテルドイチェ・フースバルマイスターシャフト1919-1920優勝       |
| SVアルミニア・ハノーファー                             | ノルトドイチェ・フースバルマイスターシャフト1919-1920優勝         |
| VfTuR1889ミュンヘン=グラートバッハ                     | ヴェストドイチェ・フースバルマイスターシャフト1919-1920優勝       |
| 1.FCニュルンベルク                                     | ズュートドイチェ・フースバルマイスターシャフト1919-1920優勝       |
| SpVggフュルト                                          | 前回王者                                                          |

## 準々決勝
開催日： 1920年5月16日

会場：Platz von Schlesien Breslau (ブレスラウ)、Platz an den Brauereien (マンハイム)、ホルシュタイン=シュターデイオン (キール)、シュポルトプラッツ・アム・ツォー (ハレ・アン・デア・ザーレ)
| チーム #1                             | スコア  | チーム #2                          |
| ------------------------------------- | ------- | ---------------------------------- |
| 1.FCニュルンベルク                    | 2–0     | VfBライプツィヒ (1893年)           |
| フェアアイニヒテ・ブレスラオアーSpfr. | 3–2     | SCウニオン・オーバーシェーネバイデ |
| SpVggフュルト                         | 7–0     | VfTuR1889ミュンヘン=グラートバッハ |
| FCティタニア・シュテッティン          | 2–1 aet | SVアルミニア・ハノーファー         |

## 準決勝
開催日： 1920年5月30日

会場：ヴァッカーシュターディオン・デブラホーフ (ライプツィヒ)、プロイセン=プラッツ (ベルリン)
| チーム #1          | スコア | チーム #2                             |
| ------------------ | ------ | ------------------------------------- |
| 1.FCニュルンベルク | 3–0    | FCティタニア・シュテッティン          |
| SpVggフュルト      | 4–0    | フェアアイニヒテ・ブレスラオアーSpfr. |

## 決勝
| 1.FCニュルンベルク        | 2 - 0    | SpVggフュルト |
| ------------------------- | -------- | ------------- |
| ポップ 12分 · サボー 73分 | レポート |               |

| 1. FCニュルンベルク |  |                                               |  |
|                     |  |                                               |  |
|                     |  | ハインリヒ・シュトゥールファウト              |  |
|                     |  | ヨーハン・シュタインライン                    |  |
|                     |  | アントン・クーグラー                          |  |
|                     |  | グスタフ・バルク                              |  |
|                     |  | サボー・ペーテル (1899年生まれのサッカー選手) |  |
|                     |  | カール・リーゲル                              |  |
|                     |  | ハンス・カルプ                                |  |
|                     |  | ハインリヒ・トゥレーク                        |  |
|                     |  | ヴォルフガン・シュトローベル (サッカー選手)   |  |
|                     |  | ルイトポルト・ポップ                          |  |
|                     |  | ヴィリー・ベース                              |  |
| 監督                |  |                                               |  |
|                     |  |                                               |  |

| SpVggフュルト |  |                                               |  |
|               |  |                                               |  |
|               |  | ルートヴィヒ・ゲープハート (サッカー選手)     |  |
|               |  | ハンス・アマーバッハー                        |  |
|               |  | ハンス・ハーゲン (1894年生まれのサッカー選手) |  |
|               |  | ハインリヒ・シュースター (サッカー選手)       |  |
|               |  | ゲオーク・レプライン                          |  |
|               |  | ゲオーク・ヴェルヘーファー                    |  |
|               |  | ヴィクトーア・ヒーアレンダー                  |  |
|               |  | ハンス・ズートーア                            |  |
|               |  | ロニー・ザイデラー                            |  |
|               |  | アンドレアス・フランツ (サッカー選手)         |  |
|               |  | レーオ・フィーデラー                          |  |
| 監督          |  |                                               |  |
|               |  |                                               |  |

|  |  |

## 得点ランキング[9]
| 選手 | 選手                         | クラブ              | 試合数 | 得点数 |
| ---- | ---------------------------- | ------------------- | ------ | ------ |
| 1.   | ヴィクトーア・ヒーアレンダー | SpVggフュルト       | 3      | 4      |
| 1.   | レオンハート・ザイデラー     | SpVggフュルト       | 3      | 4      |
| 1.   | ハインリヒ・トレーク         | 1. FCニュルンベルク | 3      | 4      |